# Hải đăng Shinagawa
Hải đăng Shinagawa là một ngọn hải đăng nằm ở Shinagawa, phía nam Tokyo, Nhật Bản.
Đây là ngọn hải đăng thứ ba trong số bốn ngọn hải đăng được thiết kế xây dựng bởi kỹ sư người Pháp Léonce Verny. Ngày nay, nó được di rời và là một phần của Làng bảo tàng Minh Trị gần Nagoya.
Ngọn hải đăng sau này đã được xây dựng lại bởi kỹ sư người Anh Richard Henry Brunton, cho đến khi Nhật Bản xây dựng ngọn hải đăng mới vào năm 1880.